# Semaeopus peplumaria
Semaeopus peplumaria là một loài bướm đêm trong họ Geometridae.